# Легування (металургія)
Легування в металургії — введення в металеві сплави легувальних елементів, які сприяють одержанню сплавів заданого хімічного складу і структури з потрібними фізичними, хімічними і механічними властивостями. Фактично легування — це створення сплавів. 

## Загальний опис
Легування дозволяє створювати різноманітні металеві матеріали (сплави), які за своїми властивостями суттєво відрізняються від чистих металів за характеристиками міцності, зносостійкості, жароміцності, корозійної стійкості тощо. Легуванню піддають звичайно розплавлені сплави, рідше — тверді.
Характер взаємодії атомів легувальних елементів і основного металу, співвідношення їхніх атомних розмірів і електрохімічних властивостей змінюють умови рівноважності фаз, утворення твердих розчинів і хімічних сполук, температури твердофазових перетворень, зумовлюють формування певного фазово-структурного стану і властивостей сплавів (легованих сталей і чавунів, сплавів кольорових металів).
Розрізняють легування об'ємне і поверхневе. Є також комплексне легування (одночасно кількома легувальними елементами) і легування іонне, що полягає у введенні атомів всередину твердого сплаву під час бомбардування його поверхні іонами (внаслідок цього підвищується електропровідність напівпровідників)
Для легування сталей використовують переважно хром, нікель, манган, кремній, вольфрам, молібден, титан, ванадій, кобальт, ніобій, мідь, бор. Низьколеговані сталі містять у своєму складі до 2,5 % легувальних елементів у сумі, середньолеговані — 2,5…10 %, високолеговані — понад 10 %. У легованих чавунах використовують хром, нікель, алюміній, ванадій, титан; у сплавах міді — олово, цинк, свинець, алюміній, марганець, залізо, берилій; у сплавах алюмінію — кремній, мідь, магній, цинк, марганець, титан, цирконій; у сплавах магнію — алюміній, цинк, цирконій; у сплавах свинцю — олово, цинк. Легувальні елементи вводять у різних кількостях і поєднаннях в основному у вигляді спеціальних сплавів (феросплавів).

## Історія
Легування відоме здавна.  Ось як описує легування Георг Агрікола у своїй роботі «Про гірничу справу та металургію» (De Re Metallica, 1556 рік):
| Плавильник, розпочинаючи легування міді зі свинцем, бере й кладе в добре нагріту піч більші шматки міді, потім насипає корито вугілля й потім кладе дрібніші шматки міді. Коли розплавлена мідь почне витікати з гирла печі в шпуртигель, він всипає до неї глет, накидає деревного вугілля, щоб тепло не випаровувалося з печі, і лише після цього накладає свинець. Як тільки він покладе в піч відповідну кількість міді та свинцю, зі сплаву яких можна отримати зливок, він знову всипає ціле корито деревного вугілля та зверху уламки міді, з яких можна буде отримати другий такий самий зливок, і трохи згодом очищає лопатою мідь та свинець, що витікали у випускний тигель, від шлаків. Ця лопата є дошкою з вільхового або вербового дерева довжиною до 10 пальців, шириною 6 пальців і товщиною 1½ пальця, в яку вправлений залізний держак довжиною 3 фута з укріпленою в ньому дерев'яною рукояттю довжиною 2½ фута. Поки він очищає отриманий сплав і ковшем виливає його в мідну виливницю, розплавляються шматки міді, призначені для одержання другого зливка. |